# Commelina microspatha
Commelina microspatha är en himmelsblomsväxtart som beskrevs av Karl Moritz Schumann. Commelina microspatha ingår i släktet himmelsblommor, och familjen himmelsblomsväxter.
Artens utbredningsområde är Etiopien. Inga underarter finns listade.